# Bárdossy család
A Bárdossy család ősi, Vas vármegyei főnemesi család, első ismert okleveles említése 1368-ból való.

## Híres tagjai
- Bárdossy János (1738–1819) Szepes vármegyei ülnök, gimnáziumi igazgató tanár, levéltáros
- Dr. Bárdossy Jenő (1861–1934) miniszteri tanácsos, Bárdossy miniszterelnök apja
- Dr. Bárdossy László (1890–1946) háborús bűnösként elítélt miniszterelnök

- Bárdossy György (1925–2013) Széchenyi-díjas magyar geológus, geokémikus, a Magyar Tudományos Akadémia rendes tagja

- Bárdossy Szabolcs (1945 k.) katonatiszt
- Bárdossy Péter (1969) történész–levéltáros, családfakutató